# Фонетичний символізм
Фонети́чний символі́зм — символіка окремих звуків мовлення, звукосполучень.

## Короткий опис
У староіндійській міфології існувала богиня мовлення Вач, яка нібито «охоплювала всі світи», була «вища неба і ширша землі». Саме звукове мовлення, як і слово /див. Слово/ у давнину обожнювалося, мало глибоку символіку.
Зокрема піфагорійці створили ціле вчення про музичне звучання планет. Душу вони мислили як гармонію Космосу. Музичний інструмент — ліру — вважали точним відображенням небесної ліри. Гру на ній — "приєднанням до гармонії Всесвіту і підготовкою до повернення на астральну батьківщину
На думку Платона, звуки мають глибоке символічне значення. Він вважав, що у мові є звуки «швидкі», «тонкі», «величезні», «круглі» тощо. І є предмети швидкі, тонкі, великі. Швидкі предмети і одержують назву, яка складається із «швидких» звуків, великі — назву із «великих» звуків і т. д. Наприклад, при вимові звуку р язик швидко вібрує, тому р — швидкий. І слова, які означають швидкі рухи, предмети, як правило, містять р: струмок, тріпотіти, дробити, кришити, рвати тощо Зауважимо, що, як не дивно, але приклади Платона і в перекладі на українську мову містять звук р /!!/ .
Довгий час радянське мовознавство категорично заперечувало фонетичну значеннєвість звуків. І лише в останнє десятиліття стала розвиватися фоносемантика. Вчені Калінінградського університету на чолі з О. П. Журавльовим експериментальним шляхом "з'ясували, що навіть ізольовані звуки мають певні значення. Наприклад: такі з них як в, а, р, о — одностайно визначені як сильні; х, п, ю — послаблені, маленькі. К, ш, ж, с, ф — здаються людям шерехатими; а, о, л, у — гладенькими. На думку опитаних, звукам притаманні такі якості як хоробрість, печаль, доброта. Наприклад, д, н, л, м, — добрі звуки; ж, с, ф, з, — злі; а, я — хоробрі; с, х — боягузливі; а, р, я — радісні; с, к, т — печальні.
На думку вчених, глибоким звуковим символізмом сповнені твори Едгара По, Бодлера, Бальмонта, Брюсова. Майстерно використовували звукову значеннєвість П.Куліш, Т.Шевченко.
Цікавим фактом є те, що сум за рідним краєм усимволізовує звук у в поезії Б.Лепкого «Журавлі»:
«Чути: кру! кру! кру!
В чужині умру,
Заки море перелечу,
Крилонька зітру».
Тут «у» /в супроводі «ш»/ виступає як символ зла в людині, а йому протистоїть молитовне «і» в супроводі палатального «ль» .
Звуки «р», «г», їх поєднання символізують у багатьох творах щось зле, грізне, демонічне. Наприклад у Т.Шевченка: «Гармидер, галас, гам у гаї». «З» у творах Великого Кобзаря є «символом чогось злого і згубного»:
А неофітів в Сіракузи,
В підземнії страшнії узи
В кайданах одвезли…
Навпаки звук «л», «л'» передає щось легке, світле, плавне, мелодійне /зверніть увагу на таку цікаву деталь — у всіх цих словах теж є звук «л»/:
Лине легіт, легко-легко
Гладить липи, Літо мріє,
Нахилив головку глеком
Цвіт лілеї в літургії.
/Г.Чорнобицька/.
Цікаву гіпотезу про символічний звук «л» висловив Б.Чепурко: «Все на світі лине /плине, минає/. Але життєва імпровізація безсмертна. Українське „ле“ — ледве, тільки, тобто „частка“. „Л-л-л“ — часточки світлолетючості, але й світлотекучості. Індоєвропейське „ла-ле“ — звуконаслідувальне воді, що лине. Одночасно це — скалки сонячного проміння, летюче лебедіння … Українське „леління“ — тиха течія, а „леліти“ — означає блищати, сяяти, переливатись світлом… З первісного „л“ пішли: граціозний „лелека“, чиста „лінія“, а також „лілія-лілея- лелія“, струнка „лань“, неповторна пара лебедя і лебідки…» .